# محمد عبدالرحمن عامر
محمد عبدالرحمن عامر (انگلیسی: Mohamed Amer؛ زادهٔ ۱۲ دسامبر ۱۹۸۷) بازیکن هندبال اهل مصر است.